# Uropode
Een uropode is een van de tot drie paar, achterste zwempoten bij kreeftachtigen (Crustacea). Ze bestaan oorspronkelijk uit een pedicel en twee takken (rami) en zijn vaak aan de zijkant van talrijke haren (setae) voorzien. Ze zijn aangehecht aan de segmenten van het urosoom.
Vlokreeftjes hebben meestal drie paar uropoden. De verhoudingen en structuur—vooral van het derde paar—kunnen sterk variëren onder de families. Het derde paar kan eentakkig of tweetakkig zijn, met monoarticulaire of biarticulaire, gelijke of ongelijke rami. Uitzonderlijk is één paar uropoden niet ontwikkeld (Podoceridae).
Bij Decapoda—met uitzondering van de meeste krabben (Brachyura)—maken de uropoden, samen met het centrale telson, deel uit van de staartwaaier.

Algemeen bouwplan van Malacostraca

Algemeen bouwplan van een vlokreeftje